# Eutelsat 70D
Eutelsat 70D (Hot Bird 6 lors de son lancement) était un satellite de télécommunications appartenant à l'opérateur Eutelsat qui a été désorbité en 2016. Localisé en longitude par projection à 13° Est jusqu'en 2013, il faisait partie de la position Hot Bird et diffusait des chaînes de télévision, des radios ainsi que d'autres données numériques.
Construit par Alcatel Space sur une plate-forme Spacebus 3000 B3, il est équipé de 28 répéteurs en bande Ku et 4 en bande Ka et de 8 unités SKYPLEX permettant de multiplexer des signaux à bord du satellite.
Il a été lancé le 21 août 2002 à 22 heures 5 minutes UTC par une fusée Atlas V depuis Cap Canaveral. Il avait une masse au lancement de 3 990 kg. Sa durée de vie estimée était de 12 ans.

## Mission
Après le lancement, le satellite Hot Bird 6 a utilisé son moteur d'apogée pour se hisser en orbite géostationnaire, se plaçant à une longitude de 13° Est. En mars 2012, il a été renommé Hot Bird 13A par Eutelsat. Il fonctionna à cette position pendant presque onze ans avant d'en être retiré en juillet 2013. En août 2013, il fut placé à 8° Ouest, où il entra en service comme Eutelsat 8 West C, pour assister le satellite Eutelsat 8 West A jusqu'au lancement du satellite Eutelsat 8 West B prévu en 2015. Il couvrait le Moyen-Orient, l'Afrique du Nord et l'Europe de l'Est. Il fut ensuite déplacé en 2015 à 33° Est et renommé Eutelsat 33D. Il fut finalement renommé Eutelsat 70D quand il se déplaça en 70° Est. Il a été mis hors service en 2016 et déplacé sur une orbite cimetière au-dessus de l'orbite géostationnaire.

## Liens
- Page officielle de présentation d'Hot Bird 6
- Zones couvertes